# Саенко, Андрей Степанович
Андрей Степанович Саенко  (26 октября 1962 года, г. Смела, Черкасская область — 20 февраля 2014 года, Киев) — предприниматель, общественный активист, активист Евромайдана. Герой Украины (2014, посмертно).

## Биография
Работал электромонтером в Фастове. Занимался вольной борьбой. С 2000 года частный предприниматель.
Был общественным деятелем, участником «Оранжевой революции» 2004 года, а также налогового Майдана 2010 года.
На Майдане был бойцом «Седьмой сотни самообороны Майдана», а также в Самообороне города Фастова. Погиб 20 февраля 2014 года от пулевого ранения. Вместе с группой других протестующих прикрывал отход основной части майдановцев во время первого наступления на позиции «Беркута» того дня. Получил смертельное ранение в 9:08 на пешеходном переходе возле гостиницы «Украина».
Похороны состоялись 22-го февраля, похоронен на Интернациональном кладбище в г. Фастов. На доме, где он жил, установлена мемориальная доска.
Остались два сына, жена, мать.

### Награды
- Звание Герой Украины с вручением ордена «Золотая Звезда» (21 ноября 2014, посмертно) — за гражданское мужество, патриотизм, героическое отстаивание конституционных принципов демократии, прав и свобод человека, самоотверженное служение Украинскому народу, обнаруженные во время Революции достоинства[1]
- Медаль «За жертвенность и любовь к Украине» (УПЦ КП, июнь 2015) (посмертно)[2]

## Ссылка
- Небесная сотня. Саенко Андрей Степанович Фото
- Саенко Андрей Степанович. (недоступная ссылка) Фото
- Книга памяти.  Фото